# Paul Saltzman
Paul Saltzman (nacido en 1943) es un productor y director de cine y televisión canadiense. Ganador de dos premios Emmy, ha aparecido en más de 300 películas, tanto dramáticas como documentales.
El documental de 2008, Prom Night in Mississippi, con el actor Morgan Freeman, se estrenó en el Festival de Cine de Sundance de 2009. Su largometraje documental, The Last White Knight—Is Reconciliation Possible? se estrenó en TIFF (Festival Internacional de Cine de Toronto) en 2012. Presenta a Morgan Freeman, Harry Belafonte, Delay de la Beckwith (hijo de Byron De La Beckwith) y al propio Saltzman. Su película más reciente es el documental Meeting the Beatles in India filmado en India, Canadá, Estados Unidos e Inglaterra. Es su película más personal que narra su viaje a la India que le cambió la vida, donde aprendió a meditar y pasó una semana con los Beatles en una ashram en Rishikesh. También es fundador, director ejecutivo y presidente de la organización benéfica sin ánimo de lucro Moving Beyond Prejudice, que trabaja con fuerzas policiales, estudiantes, educadores, jóvenes en riesgo y grupos comunitarios.

## Primeros años de vida
Nació en 1943, hijo de Percy Saltzman, el primer meteorólogo televisivo de habla inglesa de Canadá, y Rose Cohen. Después de estudiar brevemente matemáticas y ciencias, ejerció presión sobre los derechos civiles en el Congreso en Washington D. C., y en el verano de 1965 realizó trabajos de registro de votantes en Misisipi como parte del Comité Coordinador Estudiantil No Violento (SNCC), lo que más tarde lo llevaría a Regresa a la zona para explorar el concepto de prejuicio y racismo con su primer largometraje documental, Prom Night in Mississippi . Vive en el área de Toronto y tiene una hija, Devyani Saltzman, escritora y curadora literaria, con su exesposa, directora y guionista Deepa Mehta. Su pareja es Anne Peace, escritora y joyóloga.

## The Beatles
En 1968, a la edad de 23 años, viajó a la India por primera vez como ingeniero de sonido en el documental Juggernaut del National Film Board of Canada. Estudió meditación para recuperarse después de que su novia rompió con él por correo. Aprendió meditación trascendental en el ashram del Maharishi Mahesh Yogi en la ciudad santa de Rishikesh, India. Coincidentemente, The Beatles también estaban visitando el ashram. Los vio sentados en una mesa y pidió unirse a ellos. Paul McCartney acercó una silla. Mientras estuvo allí, pasó tiempo y fotografió a The Beatles, Donovan, Mia, Prudence Farrow y Mike Love. Sus fotografías han sido consideradas «algunas de las mejores tomas íntimas» jamás tomadas de John Lennon, Paul McCartney, George Harrison y Ringo Starr, y se han visto en galerías de todo el mundo. Sobre los locales comerciales de la sala de embarque del aeropuerto de Liverpool-John Lennon se puede ver una exposición permanente de sus fotografías de The Beatles en la India.
En 2000, Saltzman publicó un libro de sus fotografías, The Beatles in Rishikesh, con Penguin-Putnam; y en 2006 publicó por su cuenta una caja de edición limitada de lujo, The Beatles in India. En 2018, el 50 aniversario de la época de los Beatles en el ashram, Insight Editions publicó una edición comercial de tapa dura de The Beatles in India.
Una de las cosas más memorables que Saltzman absorbió durante sus conversaciones y su estancia con los Beatles que le cambiaron la vida fueron las palabras de George Harrison: «Como si fuéramos los Beatles, después de todo, ¿no es así? Tenemos todo el dinero que puedas soñar. Tenemos toda la fama que puedas desear. Pero no es amor. No es salud. No es paz interior, ¿verdad?».
Saltzman ha estado en la India más de 60 veces. Dirigió giras especiales por la India en 2013 y 2014, y nuevamente en 2016 y 2018. Titulado India with Paul Saltzman: A Fusion of Colour, Music & Soul, comparte su amor y sus lugares favoritos en la India. Se incluye cómo la India impactó a los Beatles y condujo al período musical más creativo del grupo.

## Carrera de cine y televisión
Saltzman comenzó su carrera cinematográfica y televisiva en la Canadian Broadcasting Corporation como investigador, entrevistador y presentador en directo, y luego pasó a la National Film Board of Canada. Ayudó en el lanzamiento de un nuevo formato cinematográfico como director de segunda unidad y director de producción de la primera película IMAX, producida para la Expo '70 de Osaka. En 1972 produjo y dirigió su primera película, un documental de media hora sobre Bo Diddley.
En 1967 y nuevamente en 1972, Saltzman entrevistó a Buckminster Fuller en una película. En esta segunda ocasión, Fuller le dijo a Saltzman: «Cambiaste mi idea de la generación de los 60. Antes de conocerte, pensaba que era una generación perdida».
En 1973, Saltzman fundó Sunrise Films Limited. Produjo y dirigió documentales durante la siguiente década, incluida la premiada serie Spread Your Wings. Su trabajo incluyó producción, dirección, escritura, edición, cinematografía y grabación de sonido. En 1983, se dedicó al drama, produciendo y dirigiendo el estreno de Family Playhouse de HBO y un especial para American Playhouse. Ese año, cocreó y produjo la serie de televisión familiar de acción y aventuras Danger Bay; la exitosa serie CBC – Disney Channel duró seis años y 123 episodios.
Desde entonces ha producido series de televisión como My Secret Identity, Matrix y Max Glick, además de miniseries y películas de la semana. Coprodujo el largometraje Mapa del sentimiento humano, una epopeya internacional dirigida por Vincent Ward, protagonizada por Jason Scott Lee, Anne Parillaud, Patrick Bergin, John Cusack y Jeanne Moreau . También fue productor ejecutivo de Martha, Ruth & Edie y Sam & Me, que recibió una Mención de Honor en la competencia por la Cámara de Oro en el Festival de Cine de Cannes.
En 2020, se estrenó su largometraje documental basado en sus experiencias con los Beatles en la India, Meeting the Beatles in India.
Saltzman es miembro del Sindicato de Directores de Canadá y de la Academia Canadiense de Cine y Televisión.